# Alexander Jakowlewitsch Beresnjak
Alexander Jakowlewitsch Beresnjak (russisch Александр Яковлевич Березняк; * 3. Dezemberjul. / 16. Dezember 1912greg. in Bojarkino bei Kolomna; † 7. Juli 1974 in Dubna) war ein sowjetischer Raketenkonstrukteur. Er war vom März 1957 an Chefkonstrukteur des Konstruktionsbüros MKB Raduga (МКБ Радуга), einem Ableger vom OKB-155 Mikojan-Gurewitsch, in Dubna.

## Leben
Seit 1931 arbeitete Beresnjak in der Luftfahrtindustrie, 1938 machte er seinen Abschluss am Staatlichen Moskauer Luftfahrtinstitut (MAI). Er arbeitete im Konstruktionsbüro von Wiktor Fjodorowitsch Bolchowitinow. Gemeinsam mit Alexei Issajew entwickelte er ab 1941 das Raketenflugzeug Bolchowitinow BI-1. Seit 1946 war er stellvertretender Chefkonstrukteur des mit deutschen Spezialisten besetzten OKB-2 unter Leitung von Heinz Roessing. Bis 1949 war er für die Erprobung des Raketenflugzeugs OKB-2 346 verantwortlich. 1951 wurde er vom Luftfahrtministerium beauftragt Marschflugkörper zu entwickeln. 1957 wurde er Chefkonstrukteur seines eigenen Experimental-Konstruktionsbüros.

## Flugzeuge
- Bolchowitinow BI-1
- OKB-2 346P, vereinfachte Variante der 346 für Gleiterprobungen
- OKB-2 346[2]
- OKB-2 486[3] im OKB-2 von Siegfried Günter entwickelter Deltaflügler auf Basis der 346, nur ein Windkanalmodell gebaut

## Während seiner Leitung am MKB Raduga entstandene Raketen
- KS-1: Anti-Schiffs-Rakete, 1955
- K-10S: Anti-Schiffs-Rakete, 1961
- Ch-20: Marschflugkörper, 1959
- Ch-22: Marschflugkörper, 1962
- KSR-2: Marschflugkörper, 1962
- Ch-26: Anti-Schiffs-Rakete, 1973
- Ch-23: Luft-Boden-Lenkwaffe, 1968
- Ch-28: Anti-Radar-Rakete, 1973
- Ch-25: Luft-Boden-Rakete, 1976
- Ch-58: Anti-Radar-Rakete, 1984